# Wera Markowna Karelina

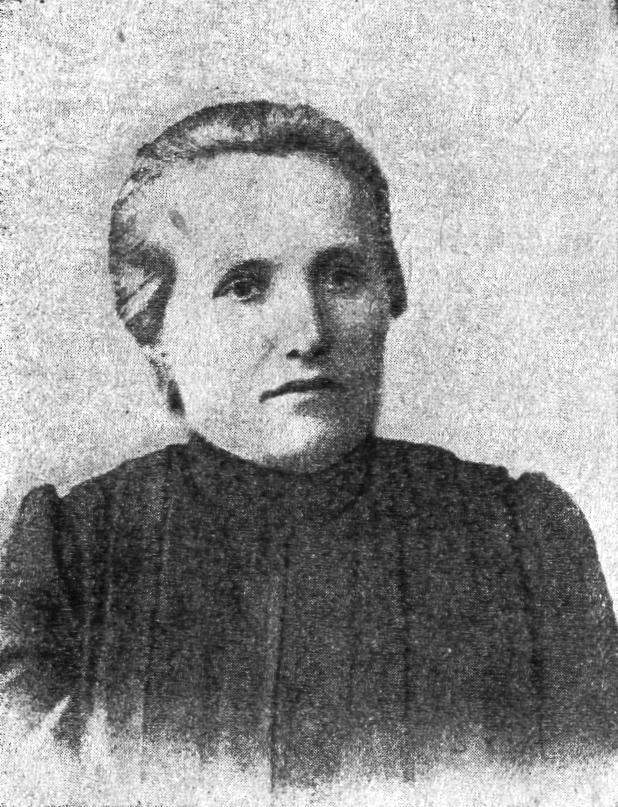
Wera Markowna Karelina

Wera Markowna Karelina, geboren Markowa, (russisch Вера Марковна Карелина, урожд. Маркова; * 1870; † nach 1925) war eine russische bzw. sowjetische Arbeiterführerin.

## Leben
Als Kind kam Karelina in das St. Petersburger Kinderheim für arme, verlassene und verwaiste Kinder. Zwischenzeitlich lebte sie bei einer armen Bäuerin im Ujesd Jamburg und besuchte die Dorfschule. Mit 14 Jahren kam sie zurück in das Kinderheim und verrichtete technische Arbeiten. Als sie 1890 das Kinderheim verlassen konnte, begann sie als Weberin in der St. Petersburger Neuen Baumwollspinnfabrik zu arbeiten.
Sogleich machte Karelina in dem von Fjodor Afanasjew gegründeten Weber-Arbeiterkreis mit, der zu einer der ersten sozialdemokratischen Organisationen in Russland, der sogenannten Brusnew-Gruppe, gehörte. Geschult wurde der Kreis zunächst von Leonid Krassin und dann von Stepan Radtschenko u. a. Verbotene Literatur wurde gelesen, Wirtschaftsprobleme wurden diskutiert, und die Marxsche Wirtschaftstheorie wurde studiert.
Karelina organisierte 1891 einen eigenen Kreis der Weberinnen, der auch zur Brusnew-Gruppe gehörte. Sie nahm 1892 an der Feier des Ersten Mais teil und auch an einer illegalen Arbeiterversammlung hinter dem Wolkowo-Friedhof. Wegen der Maifeier-Teilnahme wurde sie verhaftete und erst nach 6 Monaten wieder freigelassen. Darauf ging sie nach Sumy im Gouvernement Charkow, wo sie wieder verhaftet wurde und ins Charkower Gefängnis kam. Ihre Freiheit erhielt sie 1894.
Nach St. Petersburg kehrte Karelina 1896 zurück und setzte ihre illegale Arbeit fort. Sie nahm in diesem Jahr am Streik der Weber teil. Als Vertreterin der Arbeiterkreise beteiligte sie sich an den Aktivitäten des von Lenin gegründeten Petersburger Kampfbundes zur Befreiung der Arbeiterklasse. Wiederholt traf sie sich mit Lenin.
Mit ihrem Mann Alexei Karelin (1869–nach 1925) ließ sich Karelina 1897 auf der Wassiljewski-Insel nieder. Sie gründeten dort einen Drucker-Arbeiterkreis, der bis 1905 existierte. In den 1900er Jahren verbreiteten sie illegale Literatur und arbeiteten mit der Sozialdemokratischen Arbeiterpartei Russlands zusammen.
Als der Ochrana-Leiter Sergei Subatow die Gründung legaler Arbeiterorganisationen förderte, wurde 1904 in St. Petersburg die Versammlung der Fabrikarbeiter St. Petersburgs gegründet, an deren Spitze der Pope Georgi Gapon stand. Karelina war im Herbst 1903 mit Gapon bekannt geworden. Die Arbeiter des Karelin-Kreises lehnten zunächst die neue Versammlung als Projekt der Polizei ab. Als Karelina Gapon näher kennenlernte, akzeptierte sie ihn jedoch als ehrlichen Menschen und beschloss, mit ihm zusammenzuarbeiten, um sozialdemokratische Ideen in der Versammlung zu verbreiten.
Karelina war bald eine führende Person in der Versammlung und wurde auf Empfehlung Gapons zur Leiterin der Frauen-Abteilungen gewählt. Sie führte Ausbildungskurse zur Stärkung des Klassenbewusstseins durch. Auch gehörte sie zum sogenannten Geheimen Komitee Gapons, in dem politische Fragen diskutiert und Pläne für die Veröffentlichung der Forderungen der Arbeiter entwickelt wurden. Als Einzige wagte sie offene Auseinandersetzungen mit Gapon und überzeugte ihn von ihren Standpunkten, sodass sie die Führerin der Opposition gegen Gapon wurde. Gapon respektierte sie und hielt sie für fähig, an der Spitze des Frauenproletariats zu stehen.
Mit anderen bereitete Karelina den Marsch der Arbeiter am 9. Januarjul. / 22. Januar 1905greg., dem Petersburger Blutsonntag, in Form einer Prozession vor, der die Russische Revolution 1905 auslöste. Mit der Opposition in der Versammlung sprach sie sich für die sofortige Einreichung einer Petition mit den politischen Forderungen der Arbeiter aus, was Gapon für verfrüht hielt. Am Vorabend des Marsches forderte sie in den Abteilungen der Versammlung die Frauen auf, ihre Ehemänner zu begleiten und den Tod nicht zu fürchten. Am Morgen dieses Sonntags marschierte sie mit ihrem Mann an der Spitze der Wassiljewski-Insel-Abteilung zum Winterpalast. Die Prozession wurde durch Truppen aufgehalten und mit vielen Toten aufgelöst.
Nach diesem Sonntag und dem Verbot der Versammlung setzte  Karelina ihre illegale Arbeit fort. Sie blieb im Kontakt mit Gapon, der sich im Ausland versteckte, und beteiligte sich an der Gründung der von ihm konzipierten Russischen Arbeiterunion. Im Oktober wurde sie in den St. Petersburger Sowjet der Arbeiter-Deputierten gewählt. Nach der Rückkehr Gapons nahm sie die Arbeit in der Versammlung wieder auf. Als Vertraute Gapons kannte sie seine revolutionären Absichten und seinen Plan eines Aufstands zur Unterstützung einer neuern Staatsduma. Nach der Ermordung Gapons am 28. Märzjul. / 10. April 1906greg. rief sie bei seinem Begräbnis zur Rache an seinen Mördern auf.
Karelina wandte sich nun der Genossenschaftsbewegung zu. Sie beteiligte sich 1907 an der Gründung der Genossenschaftsorganisation Arbeitsunion, die von den Behörden verboten wurde. Später gründete sie ländliche Genossenschaften im Ujesd Jamburg. Auch schrieb sie Aufsätze über die Geschichte der Arbeiterbewegung.